# Coppa Italia 2012-2013 (turni preliminari)
Questa voce raccoglie un approfondimento sulle gare dei turni preliminari dell'edizione 2012-2013 della Coppa Italia di calcio.

## Primo turno

### Risultati
| Arbitro: | Marchesini (Legnago) |

|                                            |           |  |
| Đurić 11’ Le Noci 79’ Filippini 83’, 90+2’ | Marcatori |  |

| Arbitro: | Rossi (Rovigo) |

|                                        |           |                     |
| Cunico 27’ (rig.) Della Rocca 46’, 67’ | Marcatori | 17’ (rig.) Mosciaro |

| Arbitro: | Fiore (Barletta) |

|              |           |  |
| Schetter 87’ | Marcatori |  |

| Arbitro: | Tardino (Milano) |

|  |           |                                  |
|  | Marcatori | 46’ Rossi 62’ Gigli 87’ De Sousa |

| Arbitro: | Di Ruberto (Nocera Inferiore) |

|                   |           |  |
| Corsetti 49’, 90’ | Marcatori |  |

| Arbitro: | Mainardi (Bergamo) |

|                                                                        |           |  |
| Gavazzi 1’ Minesso 29’ Misuraca 42’, 53’ Mustacchio 47’ Martinelli 64’ | Marcatori |  |

| Arbitro: | Greco (Lecce) |

|                                  |           |           |
| De Angelis 37’, 82’ Castaldo 74’ | Marcatori | 54’ Pazzi |

| Arbitro: | Reni (Pistoia) |

|                                                                 |           |                                                          |
| Belcastro 25’ Giovinco 37’ Merini 84’ Corrent 88’ Venitucci 90’ | Marcatori | 15’ Sirignano 48’ Bugatti 50’ (rig.) Quadri 69’ Fioretti |

| Arbitro: | Gentile (Lodi) |

|                                 |           |  |
| Inglese 2’, 55’ Maccabiti 90+3’ | Marcatori |  |

| Arbitro: | Rasia (Bassano del Grappa) |

|                                     |                      |                                      |
| Campo 85’ (rig.)                    | Marcatori            | 88’ Sentinelli                       |
| Bertoni Bontà Thiam Candido Timpone | Tiri di rigore 4 – 3 | Fantini Lodi Sentinelli Longhi Ferri |

| Arbitro: | Lanza (Nichelino) |

|                                                  |           |  |
| Arma 5’, 8’ Di Gaudio 12’ Lollini 85’ Perini 86’ | Marcatori |  |

| Arbitro: | Albertini (Ascoli Piceno) |

|  |           |                                               |
|  | Marcatori | 10’ Tozzi Borsoi 23’ Clemente 90+2’ Benedetti |

| Arbitro: | Illuzzi (Molfetta) |

|             |           |  |
| Mancosu 62’ | Marcatori |  |

| Arbitro: | Fabio Piscopo (Imperia) |

|                    |           |  |
| Gatto 4’ Perez 13’ | Marcatori |  |

| Arbitro: | Guccini (Albano Laziale) |

|                         |           |  |
| Ganci 109’ Aurelio 115’ | Marcatori |  |

| Arbitro: | Brodo (Viterbo) |

|                                           |           |                                                                    |
| Gălăbinov 6’, 16’ Guerri 38’ Nappello 48’ | Marcatori | 32’ Ruggeri 50’ Crotti 56’ (rig.) Salandra 90’ Stucchi 97’ Augello |

| Arbitro: | Bruno (Torino) |

|  |           |                          |
|  | Marcatori | 15’ Vannucchi 85’ Marchi |

| Arbitro: | Abisso (Palermo) |

|                         |           |                    |
| Madonia 79’ Docente 90’ | Marcatori | 45’ (aut.) Filippi |

### Tabella riassuntiva
| Squadra 1    | Risultato       | Squadra 2         |
| ------------ | --------------- | ----------------- |
| Cremonese    | 4 - 0           | Chieri            |
| Reggiana     | 0 - 2           | Virtus Entella    |
| Gubbio       | 4 - 5 (dts)     | Pontisola         |
| Benevento    | 1 - 0           | San Marino        |
| Barletta     | 0 - 3           | Perugia           |
| Pisa         | 2 - 0           | Arezzo            |
| Lumezzane    | 3 - 0           | Sarnese           |
| Frosinone    | 2 - 0 (dts)     | Delta Porto Tolle |
| L.R. Vicenza | 6 - 0           | Fidelis Andria    |
| AlbinoLeffe  | 0 - 3           | Chieti            |
| Avellino     | 3 - 1           | Sambenedettese    |
| Carrarese    | 5 - 4           | Catanzaro         |
| Trapani      | 2 - 1           | Este              |
| Portogruaro  | 3 - 1           | Cosenza           |
| Südtirol     | 1 - 1 (4-3 dtr) | Cuneo             |
| Nocerina     | 1 - 0           | Paganese          |
| Sorrento     | 2 - 0           | Treviso           |
| Carpi        | 5 - 0           | Città di Marino   |

## Secondo turno

### Risultati
| Arbitro: | Di Paolo (Avezzano) |

|                             |           |  |
| Anđelković 9’ Ardemagni 31’ | Marcatori |  |

| Arbitro: | Pasqua (Tivoli) |

|                            |           |  |
| Alfageme 4’ Sinigaglia 12’ | Marcatori |  |

| Arbitro: | Cervellera (Taranto) |

|                             |           |               |
| Lapadula 23’ Graffiedi 103’ | Marcatori | 86’ Di Piazza |

| Arbitro: | Ostinelli (Como) |

|                               |           |  |
| Di Carmine 54’ Di Roberto 85’ | Marcatori |  |

| Arbitro: | Pairetto (Nichelino) |

|                 |           |  |
| Troianiello 27’ | Marcatori |  |

| Arbitro: | La Penna (Roma 1) |

|                             |           |               |
| Dionisi 30’ (rig.) Luci 60’ | Marcatori | 53’ Germinale |

| Arbitro: | Baracani (Firenze) |

|                                                          |           |                                       |
| Inglese 11’ (aut.) González 41’ Piovaccari 46’ Motta 59’ | Marcatori | 15’ Giorico 54’ Marcolini 68’ Kirilov |

| Arbitro: | Gennaro Palazzino (Ciampino) |

|                                     |                      |                                 |
| Babacar 25’ (rig.) Cutolo 105’      | Marcatori            | 44’ Benedetti 114’ Sabato       |
| Zé Eduardo Cutolo Piccioni Granoche | Tiri di rigore 4 – 2 | Favasuli Sabato Benedetti Tulli |

| Arbitro: | Abbattista (Molfetta) |

|                                |           |             |
| Scalise 79’ Soncin 102’ (rig.) | Marcatori | 63’ Corazza |

| Arbitro: | Manganiello (Pinerolo) |

|                |           |                                 |
| Caracciolo 81’ | Marcatori | 30’ Fietta 99’ (rig.) Filippini |

| Arbitro: | Irrati (Pistoia) |

|                |           |                          |
| Rosso 12’, 53’ | Marcatori | 24’ Rivas 45’, 48’ Gómez |

| Arbitro: | Roca (Foggia) |

|                                        |           |  |
| Zito 16’ Acosty 23’ Danilevičius 45+1’ | Marcatori |  |

| Arbitro: | Giancola (Vasto) |

|                                             |           |              |
| Clemente 43’ Ciofani 97’ Fabinho 109’, 113’ | Marcatori | 42’ Albadoro |

| Arbitro: | Mariani (Aprilia) |

|              |           |  |
| Ceravolo 28’ | Marcatori |  |

| Arbitro: | Pinzani (Empoli) |

|                                             |           |           |
| Benedetti 49’ Evacuo 77’, 87’ Sansovini 86’ | Marcatori | 78’ Basso |

| Arbitro: | Di Bello (Brindisi) |

|                                          |           |                         |
| Caetano 16’ (rig.) Ciano 56’ Eramo 90+3’ | Marcatori | 4’ Testardi 57’ Falcone |

| Arbitro: | Velotto (Grosseto) |

|          |           |                               |
| Moro 63’ | Marcatori | 47’ (aut.) Romeo 84’ Maiorino |

| Arbitro: | Gavillucci (Latina) |

|             |           |                                        |
| Sforzini 1’ | Marcatori | 52’ Kabine 66’ De Bode 90+3’ Di Gaudio |

| Arbitro: | Castrignanò (Roma 2) |

|                                           |           |             |
| Corvia 38’ (rig.) Giacomazzi 79’ Jeda 89’ | Marcatori | 39’ Capogna |

| Arbitro: | Borriello (Mantova) |

|                       |           |          |
| Ebagua 73’ Lazaar 81’ | Marcatori | 23’ Risi |

### Tabella riassuntiva
| Squadra 1      | Risultato       | Squadra 2       |
| -------------- | --------------- | --------------- |
| Brescia        | 1 - 2 (dts)     | Cremonese       |
| Virtus Entella | 2 - 3           | Verona          |
| Varese         | 2 - 1           | Pontisola       |
| Livorno        | 2 - 1           | Benevento       |
| Perugia        | 4 - 1 (dts)     | Bari            |
| Padova         | 2 - 2 (4-2 dtr) | Pisa            |
| Cesena         | 2 - 1 (dts)     | Pro Vercelli    |
| Crotone        | 3 - 2           | Virtus Lanciano |
| Novara         | 4 - 3           | Lumezzane       |
| Juve Stabia    | 3 - 0           | Frosinone       |
| Empoli         | 1 - 2           | Vicenza         |
| Lecce          | 3 - 1           | Chieti          |
| Sassuolo       | 1 - 0           | Avellino        |
| Cittadella     | 2 - 0           | Carrarese       |
| Ternana        | 2 - 0           | Trapani         |
| Ascoli         | 2 - 1 (dts)     | Portogruaro     |
| Modena         | 2 - 0           | Südtirol        |
| Reggina        | 1 - 0           | Nocerina        |
| Spezia         | 4 - 1           | Sorrento        |
| Grosseto       | 1 - 3           | Carpi           |

Note
1. 1 2  Inversione di campo rispetto all'esito del sorteggio.

## Terzo turno

### Risultati
| Arbitro: | Massa (Imperia) |

|                        |           |  |
| Ljajić 43’ Pasqual 54’ | Marcatori |  |

| Arbitro: | Gervasoni (Mantova) |

|                                               |           |  |
| Théréau 5’, 27’ Pellissier 10’ Di Michele 52’ | Marcatori |  |

| Arbitro: | Peruzzo (Schio) |

|                            |           |                       |
| Pinilla 23’ Larrivey 90+2’ | Marcatori | 68’ (rig.) Di Gennaro |

| Arbitro: | Tagliavento (Terni) |

|                                          |           |                           |
| Succi 16’ Graffiedi 49’ D'Alessandro 84’ | Marcatori | 39’ (aut.) Iori 43’ Ciano |

| Arbitro: | Giacomelli (Trieste) |

|                  |           |  |
| Di Roberto 90+4’ | Marcatori |  |

| Arbitro: | Celi (Bari) |

|                                                |                      |                                            |
| Danilevičius 90+1’                             | Marcatori            | 84’ Maxi López                             |
| Erpen Agyei Dicuonzo Scognamiglio Danilevičius | Tiri di rigore 4 – 3 | Poli Estigarribia Costa Soriano Maxi López |

| Arbitro: | Bergonzi (Genova) |

|                                                 |           |                            |
| Sgrigna 3’ Ferrario 14’ (aut.) Bianchi 67’, 75’ | Marcatori | 40’ Jeda 74’ (rig.) Corvia |

| Arbitro: | Romeo (Verona) |

|                            |           |  |
| Bonaventura 23’ Brivio 29’ | Marcatori |  |

| Arbitro: | Tommasi (Bassano del Grappa) |

|                 |           |             |
| Taïder 46’, 71’ | Marcatori | 83’ Momentè |

| Arbitro: | Ciampi (Roma 1) |

|           |           |  |
| Gómez 73’ | Marcatori |  |

| Arbitro: | Banti (Livorno) |

|                          |                      |                                  |
| Gilardino 32’            | Marcatori            | 65’ Bjelanović                   |
| Janković Immobile Canini | Tiri di rigore 1 – 4 | Bačinovič Jorginho Laner Maietta |

| Arbitro: | Valeri (Roma 2) |

|                                       |           |                     |
| Siligardi 55’, 57’ Dionisi 68’, 90+3’ | Marcatori | 45’ (rig.) Clemente |

| Arbitro: | Fabbri (Ravenna) |

|               |           |                                                      |
| Ardemagni 71’ | Marcatori | 12’ Comi 92’ Barillà 95’ Fischnaller 99’, 117’ Viola |

| Arbitro: | Doveri (Roma 1) |

|                                   |           |                    |
| Miccoli 22’ (rig.) 33’ Iličič 73’ | Marcatori | 23’ (rig.) Le Noci |

| Arbitro: | Giannoccaro (Lecce) |

|                |           |  |
| Abbruscato 38’ | Marcatori |  |

| Arbitro: | Rocchi (Firenze) |

|                                            |           |                            |
| Calaiò 26’ D'Agostino 56’, 68’ Verre 90+4’ | Marcatori | 17’ Martinelli 57’ Minesso |

### Tabella riassuntiva
| Squadra 1   | Risultato       | Squadra 2 |
| ----------- | --------------- | --------- |
| Palermo     | 3 - 1           | Cremonese |
| Genoa       | 1 - 1 (1-4 dtr) | Verona    |
| Bologna     | 2 - 1           | Varese    |
| Livorno     | 4 - 1           | Perugia   |
| Atalanta    | 2 - 0           | Padova    |
| Cesena      | 3 - 2           | Crotone   |
| Fiorentina  | 2 - 0           | Novara    |
| Juve Stabia | 1 - 1 (4-3 dtr) | Sampdoria |
| Siena       | 4 - 2           | Vicenza   |
| Torino      | 4 - 2           | Lecce     |
| Catania     | 1 - 0           | Sassuolo  |
| Cittadella  | 1 - 0           | Ternana   |
| Chievo      | 4 - 0           | Ascoli    |
| Modena      | 1 - 5 (dts)     | Reggina   |
| Cagliari    | 2 - 1           | Spezia    |
| Pescara     | 1 - 0           | Carpi     |

Note
1. ↑  Inversione di campo rispetto all'esito del sorteggio.

## Quarto turno

### Risultati
| Arbitro: | Peruzzo (Schio) |

|           |           |                    |
| Giorgi 7’ | Marcatori | 9’ Cocco 73’ Cacia |

| Arbitro: | Massa (Imperia) |

|                           |           |             |
| Parra 40’ 82’ De Luca 62’ | Marcatori | 30’ Tonucci |

| Arbitro: | Giacomelli (Trieste) |

|  |           |             |
|  | Marcatori | 60’ Lucioni |

| Arbitro: | Mariani (Aprilia) |

|              |           |  |
| Pasquato 35’ | Marcatori |  |

| Arbitro: | Nasca (Bari) |

|                              |           |  |
| Zé Eduardo 46’ Reginaldo 77’ | Marcatori |  |

| Arbitro: | Celi (Bari) |

|                          |           |  |
| Seferović 52’ Hegazy 73’ | Marcatori |  |

| Arbitro: | Merchiori (Ferrara) |

|                             |           |              |
| Bergessio 88’ 101’ Lodi 97’ | Marcatori | 41’ Paolucci |

| Arbitro: | Baracani (Trieste) |

|                                |           |                               |
| Ribeiro 6’ 21’ 61’ Pinilla 77’ | Marcatori | 33’ (rig.) Cascione 79’ Weiss |

### Tabella riassuntiva
| Squadra 1  | Risultato   | Squadra 2   |
| ---------- | ----------- | ----------- |
| Palermo    | 1 - 2       | Verona      |
| Bologna    | 1 - 0       | Livorno     |
| Atalanta   | 3 - 1       | Cesena      |
| Fiorentina | 2 - 0       | Juve Stabia |
| Siena      | 2 - 0       | Torino      |
| Catania    | 3 - 1 (dts) | Cittadella  |
| Chievo     | 0 - 1       | Reggina     |
| Cagliari   | 4 - 2       | Pescara     |